# تصميم الاتصال

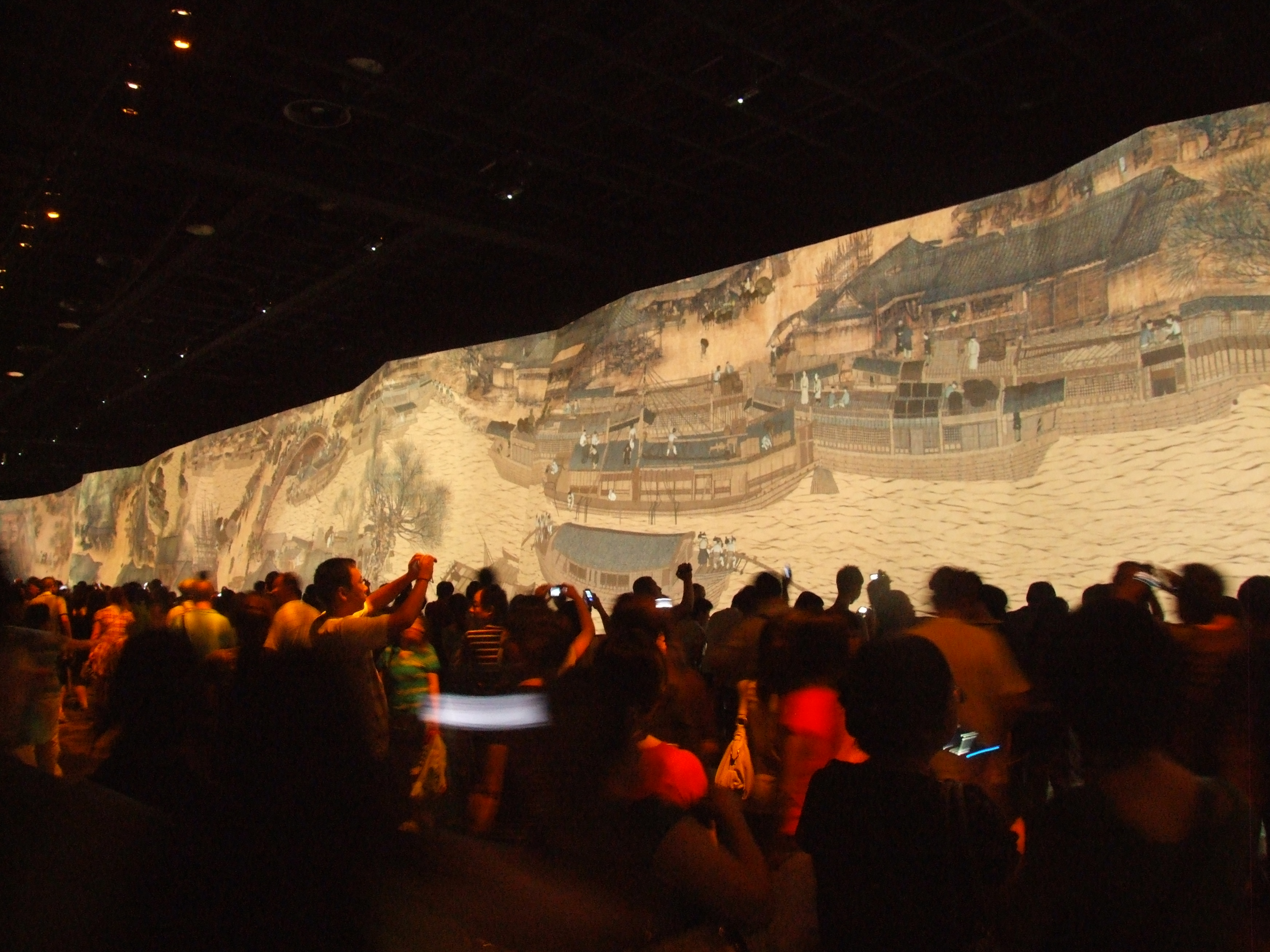

تصميم الاتصال هو تخصص مختلط يجمع بين التصميم وتطوير المعلومات حيث يهتم بكيفية توصيل الفواصل الإعلامية مثل الوسائط المطبوعة, أو المصنعّة يدويًا, أو الإلكترونية أو العروض التقديمية إلى الأفراد. ولا يهتم منهج تصميم الاتصال بتطوير الرسالة فحسب بعيدًا عن جماليات وسائط الإعلام، بل يهتم أيضًا بإنشاء قنوات إعلامية جديدة للتأكد من وصول الرسالة للجماهير المستهدفين. ويستخدم بعض المصممين تصميم الجرافيك وتصميم الاتصال بالتناوب.
كذلك، يمكن أن يشير مصطلح «تصميم الاتصال» إلى منهج قائم على الأنظمة يتم فيه تصميم شمولية وسائط الإعلام والرسائل المضمّنة في أي ثقافة أو مؤسسة كعملية واحدة متكاملة بدلًا من سلسلة من الجهود المنفصلة.
يسعى تصميم الاتصال إلى جذب الأفراد وإلهامهم وتحفيز رغباتهم وتشجيعهم على الاستجابة للرسائل التي تُقدم إليهم، وهذا مع الرغبة في ترك أثر إيجابي على نتائج الكيان المنوط به النشاط والذي يمكن أن يكون للترويج لعلامة تجارية أو تنشيط المبيعات أو لغرض إنساني. وينطوي هذا النشاط على التفكير التجاري الإستراتيجي باستخدام بحوث السوق, والإبداع, وحل المشكلات.
يستخدم مصطلح تصميم الاتصال غالبًا بالتناوب مع الاتصال المرئي، إلا أنه يشمل معنى أوسع يتضمن السمع والصوت واللمس والشم. تتضمن أمثلة تصميم الاتصال بنية المعلومات, والتحرير, وطباعة الحروف, والرسوم التوضيحية, وتصميم الويب, والتحريك, والإعلان, والوسائط المحيطة, وتصميم الهوية المرئية, والفنون التعبيرية, وكتابة الإعلانات ومهارات الكتابة الوظيفية التي تستعمل الصناعات الإبداعية.

## المجالات الفرعية
- الإعلان
- الإخراج الفني
- إدارة العلامات التجارية
- إستراتيجية المحتوى
- كتابة الإعلانات
- الإخراج الإبداعي
- بنية المعلومات
- مخطط المعلومات البياني
- التصميم التعليمي
- الاتصالات التسويقية
- الفنون التعبيرية
- العرض التقديمي
- الكتابة الفنية
- الفنون المرئية

### التصميم المرئي
التصميم المرئي هو التصميم الذي يعمل في مجال الوسائط أو دعم الاتصالات المرئية. ويعتبر هذا مصطلحًا شاملًا يغطي جميع أنواع التصميمات المستخدمة في الاتصالات التي تعتمد على القنوات المرئية لنقل الرسائل، تحديدًا؛ لأن هذا المصطلح يرتبط بمفهوم لغة البرمجة المرئية لبعض الوسائط والتي لا تقتصر على دعم شكل معين من أشكال المحتوى كما هو حال مصطلحات تصميم الجرافيك (رسوميات) أو تصميم الواجهة (الإعلام الإلكتروني).

## الحواشي
1. ↑  MUNARI, Bruno. Design and visual communication. Chronicle Books, 2006
2. ↑  WOLLNER, Alexandre. Visual Design 50 years. Cosac & Naify, 2003
3. ↑  LANGENFELDS, Ranya. Visual design. TEAME, 1997
4. ↑  LEEUWEN, Theo Van. Reading images: the grammar of visual design. Routledge, 2006 - Pg. 4
5. ↑  FRASCARA, Jorge. Communication design: principles, methods, and practice. Allworth Communications, Inc., 2004 - Pg. 4
6. ↑  GARRET, Lillian. Visual design: a problem-solving approach. Michigan: R. E. Krieger Pub. Co., 1975.
7. ↑  MEGGS, Philip B. A history of graphic design. Michigan, Van Nostrand Reinhold, 1992 - Pg.xiii Preface

## وصلات خارجية
- Simone Gilges, "Information Age" — Triple Canopy
- Dossier Communication Design in Germany of the Goethe-Institut